# Clay Dalrymple
Clayton Errol Dalrymple (né le 3 décembre 1936 à Chico, Californie, États-Unis) est un ancien receveur de la Ligue majeure de baseball ayant joué pour les Phillies de Philadelphie de 1960 à 1968 et pour les Orioles de Baltimore de 1969 à 1971.
Considéré comme l'un des meilleurs receveurs défensifs des années 1960, il retire en carrière 48,8 % des coureurs qui tentent de voler un but contre lui, un des taux de succès les plus élevés de l'histoire.

## Carrière

### Débuts professionnels
Clay Dalrymple commence sa carrière professionnelle en 1956 avec les Solons de Sacramento de la Ligue de la côte du Pacifique. Il est obtenu par les Braves de Milwaukee avant la saison 1959 puis passe le 30 novembre de la même année aux Phillies de Philadelphie par le biais du repêchage de règle 5.

### Phillies de Philadephie
Dalrymple débute dans le baseball majeur le 24 avril 1960 avec Philadelphie, là où il passe les 9 premières années d'une carrière de 12 saisons. En 1960, il seconde le receveur Jimmie Coker avant de s'installer à temps plein derrière le marbre dès la saison suivante. Il est au premier rang pour assister à la transformation d'un club qui encaisse 107 défaites en 1961 pour se retrouver trois ans plus tard en pleine course au championnat, Philadelphie n'échappant le titre que par une victoire en 1964. 
Le 19 juillet 1960, il brise le match sans point ni coup sûr du futur membre du Temple de la renommée du baseball, Juan Marichal des Giants de San Francisco, qui à son premier match en carrière est à 4 retraits de l'exploit lorsque Dalrymple réussit un simple contre lui après deux retraits à la 8e manche,. Il se distingue généralement peu en offensive, sa meilleure saison à l'attaque étant celle de 1962 où il frappe 11 circuits, amasse 54 points produits et maintient une moyenne au bâton de ,276 et un bon pourcentage de présence sur les buts de ,393. Ses 114 coups sûrs en 1963 sont un sommet pour lui en une saison.
En revanche, Dalrymple est reconnu comme un redoutable receveur défensif contre qui il est hasardeux de tenter un vol de but. En effet, il retire en tentative de vol 48,8 pour cent des coureurs adverses durant sa carrière, un des meilleurs taux de succès de l'histoire (26e meilleur en 2015). En 1961, il retire 56 % des coureurs adverses en 122 matchs, le meilleur résultat de la Ligue nationale et le second meilleur des majeures, trois dixièmes de point derrière celui de Dick Brown des Tigers de Détroit de la Ligue américaine. En 1967, il retire 58 % des coureurs en 97 matchs joués, le taux le plus élevé de toutes les majeures.
En 1961, sa première saison complète, Dalrymple établit un record de la Ligue nationale (depuis battu) en prenant 9 coureurs adverses à contrepied (pick off), les retirant pour s'être trop éloigné d'un but. De juillet 1966 à juin 1967, il établit un autre record de la Ligue nationale (éventuellement battu) en jouant 99 matchs consécutifs sans commettre d'erreurs en défensive, le tout sur un total de 628 jeux sans erreurs.
Mais la pression et l'attitude notoirement belliqueuse des partisans de Philadelphie usent la patience de Dalrymple qui, excédé des supporteurs qu'il qualifie de « brutaux », demande aux Phillies de l'échanger,. Il est exaucé le 20 janvier 1969 lorsque les Philies le transfèrent aux Orioles de Baltimore en échange de Ron Stone, un joueur de champ extérieur. 

### Orioles de Baltimore
Avec Baltimore de 1969 à 1971, Dalrymple fait partie d'une équipe qui est trois fois championne de la Ligue américaine. Largement favoris pour remporter la Série mondiale en 1969, les Orioles sont pourtant battus par les Miracle Mets. Il prend deux tours au bâton comme frappeur suppléant durant cette finale et, chaque fois, réussit un coup sûr : le premier contre Nolan Ryan en 9e manche du 3e match, le second contre Tom Seaver dans le 4e affrontement. C'est d'ailleurs le seul coup sûr que le légendaire Ryan accorde dans cette série finale.
Il se brise une cheville en juin 1970 à la suite d'une violente collision au marbre avec Mike Epstein des Senators de Washington et ne revient pas au jeu du reste de la saison, assistant du banc des joueurs au triomphe des Orioles, gagnants de la Série mondiale 1970 sur les Reds de Cincinnati. Il n'est pas utilisé dans les séries éliminatoires l'année suivante, qui se terminent par la défaite des Orioles face aux Pirates de Pittsburgh en Série mondiale 1971.
Le receveur vieillissant ne dispute que 73 matchs en 3 saisons pour Baltimore, mais il retire 25 des 44 coureurs qui tentent de voler un but contre lui, pour un taux de succès de 58 %. À 35 ans, il annonce sa retraite sportive en décembre 1971, après 16 saisons dans les rangs professionnels, dont 12 dans le baseball majeur.
En 1 079 matchs joués au total dans les majeures, Clay Dalrymple a réussi 710 coups sûrs, dont 98 doubles, 23 triples et 55 circuits. Il compte 327 points produits et 243 points marqués. Sa moyenne au bâton s'élève à ,233 et sa moyenne de présence sur les buts à ,322.